# Паласіос-дель-Сіль
Паласіос-дель-Сіль (ісп. Palacios del Sil) — муніципалітет в Іспанії, у складі автономної спільноти Кастилія-і-Леон, у провінції Леон. Населення — 1193 особи (2010).
Муніципалітет розташований на відстані близько 360 км на північний захід від Мадрида, 75 км на північний захід від Леона.
На території муніципалітету розташовані такі населені пункти: (дані про населення за 2010 рік)
- Корбон-дель-Сіль: 29 осіб
- Куевас-дель-Сіль: 65 осіб
- Маталавілья: 51 особа
- Матаотеро: 24 особи
- Паласіос-дель-Сіль: 488 осіб
- Сальєнтес: 48 осіб
- Сусаньє-дель-Сіль: 266 осіб
- Техедо-дель-Сіль: 63 особи
- Вальдепрадо: 23 особи
- Вальсеко: 87 осіб
- Вільяріно-дель-Сіль: 49 осіб

## Демографія
Динаміка населення (INE ):